# Vaz
Els Vaz foren un llinatge senyorial de Suïssa que encara que no tenien comtat propi van governar el comtat de Laax en feu i el país (a vegades dit comtat) de Schams. El centre del seu poder era al castell de Belfort a Vaz Obervaz. Va exercir el domini de l'Alta Rètia (Oberrätia o Churrätia) estant generalment aliats al bisbat de Chur. La seva condició des de 1299 era de barons imperials al bisbat de Chur, en l'anomenat comtat de Laax; també tenien possessions en feu al Linzgau al nord del llac de Constança.

## Principals senyors
- Walter, 1135
- Walter i Rodolf (fills)
- Walter (fill de Rodolf) vers 1200-1254 casat amb Adelaida de Rapperswil i va incorporar les possessions del Linzgau; fou el constructor del castell de Belfort.
- Rudolf (fill esmentat 1222-1229)
- Walter (germà 1222-1246)
- Una filla casada amb Hug I de Montfort
- Walter, fill
- Joan (fill, vers 1284-1299)
- Walter (germà vers 1289-1295)
- Donat (germà) partidari de Rodolf I d'Alemanya el 1289
- Joan (vers 1299)
- Donat, l'últim representant de la casa senyorial, mort el 23 d'abril de 1338
- Cunegunda (filla), aporta els béns del llac de Constança als comtes de Toggenburg
- Ursula (germana) aporta la resta de dominis a Werdenberg Sargans